# Résolution 1636 du Conseil de sécurité des Nations unies
Membres permanents
- Chine
- États-Unis
- France
- Royaume-Uni
- Russie

Membres non permanents
- Algérie
- Argentine
- Bénin
- Brésil
- Danemark
- Grèce
- Japon
- Philippines
- Roumanie
- Tanzanie

Résolution no 1635 Résolution no 1637
La résolution 1636 du conseil de sécurité des Nations unies est une résolution adoptée le 31 octobre 2005 à l'unanimité des membres du conseil et qui vise à obliger le gouvernement syrien à coopérer avec la commission internationale indépendante qui enquête sur l'assassinat de l'ex premier ministre libanais Rafic Hariri le 14 février 2005.

## Contenu de la résolution
Agissant en vertu du chapitre VII de la Charte,
- décide (...) que toute personne désignée par la commission ou le gouvernement libanais comme suspecte d'implication dans la préparation, le financement, l'organisation ou l'exécution de cet acte terroriste (...) sera soumise à (...) »une interdiction d'entrée ou de transit sur le territoire de tous les États» et »un gel de leurs fonds, avoirs financiers et ressources économiques.

- prend note de la récente déclaration par la Syrie de son intention de coopérer désormais avec la commission et attend d'elle qu'elle honore pleinement cet engagement.

- décide que la Syrie doit arrêter tout responsable ou citoyen ordinaire syrien que la commission considère comme suspect d'être impliqué dans (...) cet acte terroriste, et les mettre totalement à la disposition de la commission.

- la commission devra avoir vis-à-vis de la Syrie les mêmes droits et autorité que celles mentionnées au paragraphe 3 de la résolution 1595 (2005) (vis-à-vis du Liban) et la Syrie doit coopérer avec elle totalement et inconditionnellement.

- la commission aura l'autorité de décider le lieu et les modalités d'interrogatoire de responsables ou de citoyens syriens qu'elle jugera utile d'interroger.

- insiste pour que la Syrie ne s'ingère pas dans les affaires intérieures du Liban, directement ou indirectement, s'abstienne de toute tentative de le déstabiliser et respecte scrupuleusement sa souveraineté, son intégrité territoriale, son unité et son indépendance politique.

- demande à la commission de lui rendre compte des progrès de son enquête, y compris du degré de coopération reçue de la part des autorités syriennes, d'ici au 15 décembre 2005 ou à tout moment avant cette date si la commission estime que la coopération ne satisfait pas aux exigences de cette résolution, de sorte que le Conseil, si nécessaire, puisse envisager d'autres mesures.

## Réactions
À la suite du vote, le chef de la diplomatie syrienne, Farouq al-Shara a déclaré que la coopération de la Syrie était déjà « complète » et regrette le vote d'une telle résolution, qui selon lui, s'appuie sur un rapport qui ne respecte pas la présomption d'innocence que devrait avoir la Syrie. Il a ensuite accusé certains services de renseignements occidentaux (américains, espagnols et britanniques) de ne pas les avoir prévenu des attentats qui se préparaient en Syrie. Les responsables de ses pays ont immédiatement répliqués en étant outrées de ses propos.
Sous couvert de l'anonymat, un responsable syrien a déclaré à un journaliste de l'AFP : « La résolution est injuste. La Syrie regrette qu'une telle résolution ait été adoptée à l'unanimité. Cela suscite l'inquiétude et le regret parmi les Syriens ».

## Texte
- Résolution 1636 Sur fr.wikisource.org
- Résolution 1636 Sur en.wikisource.org